# Montherod
Montherod est une ancienne commune et localité suisse du canton de Vaud, située sur le territoire de la commune d'Aubonne.

## Histoire
Il n'existe pas de trace écrite de la fondation de la commune de Montherod. Les premières traces datent du milieu du XIVe siècle. Le village appartenait alors aux seigneurs d'Aubonne avant de devenir un bailliage en 1701.
Le 1er janvier 2021, Montherod a fusionné avec la commune d'Aubonne.

## Personnalités
Georges-André Chevallaz (1915-2002), ancien conseiller fédéral, conseiller national et syndic de Lausanne, est originaire de cette commune.